# 张孝威 (鱼类学家)
張孝威（1913年9月25日—1971年3月12日），男，江苏苏州人，中国鱼类学家，中国科学院海洋研究所研究员、脊椎动物研究室主任。曾为中国鱼类学研究在20世纪的发展、海洋渔业渔场调查做出重要贡献。